# Ryba po grecku

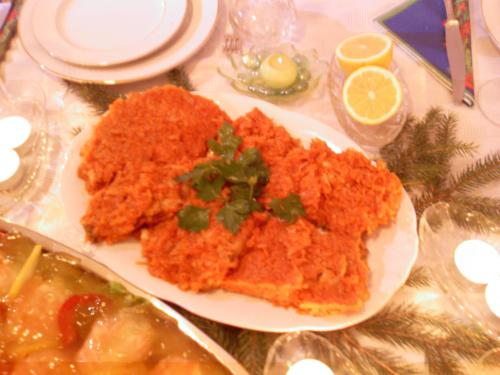
Ryba po grecku

Ryba po grecku (deutsch Fisch auf griechische Art) ist ein traditionelles polnisches Fischgericht. Es wird in meisten Fällen, warm oder kalt, am Heiligabend serviert.
Es ist gebratener Fisch oder Fischfilets in einer Soße aus gedünsteten geriebenen Karotten, Zwiebeln und Sellerie, gewürzt mit Tomatenmark, Lorbeerblättern und Piment.
Weder die Herkunft des Gerichts noch die Herkunft des Namens ist bekannt. Das Gericht ist in Griechenland in dieser Form nicht bekannt. Die Sprachwissenschaftlerin Jolanta Tambor gibt an, dass die Benennung von Gerichten in der polnischen Sprache allein mit der Vorstellung, wie fremder Küchen sind, verbunden ist. Beispiele dafür finden sich auch in Gerichten wie Śledzie po cygańsku (Heringe zigeuner Art), Śledzie po żydowsku (Heringe jüdischer Art), barszcz ukraiński (Borschtsch ukrainischer Art) oder Śledź po japońsku (Hering japanischer Art). Das einzige bekannte Gericht in Griechenland, welches eine leichte visuelle Ähnlichkeit aufweist, ist Psari Plaki. Die Hauptkomponenten mit gebackenem Fisch, Oliven(-öl), Tomaten und Paprika unterscheiden sich jedoch stark von dem polnischen Gericht.